# Сондек, Вероника
Веро́ника Сонде́к (исп. Verónica Zondek; род. 1953, Сантьяго) — чилийская поэтесса, переводчица

, представитель неоавангардистского крыла в поколении 80-х (Хуан Луис Мартинес, Рауль Сурита и др.).

## Биография
Из семьи польско-немецких евреев. Окончила факультет истории искусств Еврейского университета в Иерусалиме. Занималась переводами художественной и научной литературы, в её переводах вышел том поэзии Дерека Уолкотта (1994), также переводила стихи Энн Секстон, Готфрида Бенна. Книги её стихов публиковались в Чили, Аргентине. Составитель антологии чилийской поэзии, тома переписки Габриэлы Мистраль с писательницами Латинской Америки, автор книг для детей.

## Книги
- Entrecielo y Entrelinea. — Santiago: Ediciones Minga, 1984.
- La Sombra tras el Muro. — Santiago, Ediciones Manieristas, 1985.
- El Hueso de la Memoria. — Buenos Aires: Editorial Ultimo Reino, 1988.
- Vagido. — Шаблон:Bs As: Editorial Ultimo Reino, 1991.
- Peregrina de mí. — Santiago: Editorial Cuarto Propio, 1993.
- Membranza. — Santiago: Ed. Cuarto Propio y Cordillera, 1995 (избранное).
- Entre Lagartas. — Santiago: Ed. Lom, 1999.
- El Libro de los Valles. — Santiago: Ed. Lom, 2003.
- Por gracia de hombre. — Santiago: Ed. Lom, 2008.